# 葦 (駆逐艦)
| 1929年から翌年の「葦」 | |
| 艦歴                   | |
| 計画                   | 1918年度 |
| 起工                   | 1920年11月15日 |
| 進水                   | 1921年9月3日 |
| 就役                   | 1921年10月29日 |
| その後                 | 1927年8月24日 美保関沖で訓練中に「那珂」と衝突し大破 1928年3月舞鶴工作部で修理完成 1940年10月15日雑役船編入、練習船指定、航海学校附属 1944年12月15日「第二泊浦」に改名 1945年横須賀突撃隊の母艦に使用 終戦時、東京湾第二海堡に擱座 1947年解体 |
| 除籍                   | 1940年2月1日 |
| 性能諸元（計画）       | |
| 排水量                 | 基準：公表値 770トン 常備：850.00トン |
| 全長                   | 全長：290 ft 0 in (88.39 m) 水線長：280 ft 0 in (85.34 m) 垂線間長：275 ft 0 in (83.82 m) |
| 全幅                   | 26 ft 0 in (7.92 m)または7.93m |
| 吃水                   | 8 ft 0 in (2.44 m) |
| 深さ                   | 16 ft 3 in (4.95 m) |
| 推進                   | 2軸 x 400rpm 直径 8 ft 6 in (2.59 m)、ピッチ3.378m または直径2.565m、ピッチ3.353m |
| 機関                   | 主機：ブラウン・カーチス式オールギアードタービン(高低圧) 2基 出力：21,500shp ボイラー：ロ号艦本式缶(重油専焼) 3基 |
| 速力                   | 36ノット |
| 燃料                   | 重油240トン |
| 航続距離               | 3,000カイリ / 14ノット |
| 乗員                   | 計画乗員 107名 竣工時定員 110名 |
| 兵装                   | 45口径三年式12cm砲 単装3門 三年式機砲 2挺 53cm連装発射管 2基4門 魚雷8本 |
| 搭載艇                 | 内火艇1隻、18ftカッター2隻、20ft通船1隻 |
| 備考                   | ※トンは英トン |

葦（あし）は、大日本帝国海軍の駆逐艦で、樅型駆逐艦の15番艦である。

## 艦歴
1920年（大正9年）11月15日、神戸川崎造船所で起工。1921年（大正10年）9月3日午前7時30分進水。同年10月29日竣工。
1927年（昭和2年）の美保関事件において、軽巡洋艦「那珂」と衝突事故を起こし大破。1928年（昭和3年）3月、舞鶴工作部で修理完成。1937年（昭和12年）から1938年（昭和13年）まで、日中戦争において華北沿岸の作戦に参加した。
1940年（昭和15年）2月1日に除籍。同年10月15日、雑役船に編入され海軍航海学校付属の練習船となる。1944年（昭和15年）12月15日、葦 (橘型駆逐艦)（のち建造中止）との区別のため、第二泊浦（だいにとまりうら）に改称。1945年（昭和20年）7月11日、横須賀突撃隊の母艦となるが、後に東京湾第二海堡に擱座。1947年（昭和22年）に解体された。

## 艦長
※『日本海軍史』第9巻・第10巻の「将官履歴」及び『官報』に基づく。
艤装員長
- 西尾三郎 少佐：1921年7月20日[10] -

駆逐艦長
- 西尾三郎 少佐：1921年10月29日[11] - 1922年12月1日[12]
- 横山徳治郎 少佐：1922年12月1日 - 1923年11月20日
- 後藤伝治郎 少佐：不詳 - 1924年12月1日[13]
- 大島四郎 少佐：1924年12月1日 - 1925年12月1日
- 森友一 大尉：1925年12月1日 - 1927年1月20日
- 須賀彦次郎 少佐：1927年1月20日 - 1927年11月1日
- 金桝義夫 少佐：1928年2月10日 - 1928年11月20日
- 崎山釈夫 少佐：1928年11月20日 - 1929年11月30日
- 伊崎俊二 少佐：1929年11月30日 - 1930年12月1日
- 丸山逞 大尉：1930年12月1日[14] - 1932年10月10日[15]
- 安武史郎 少佐：1932年10月10日 - 1934年11月1日
- 三浦晋 大尉：1934年11月1日[16] - 1935年11月15日[17]
- 山下鎮雄 少佐：1935年11月15日[17] - 1936年12月1日[18]
- 緒方友兄 少佐：1936年12月1日[18] - 1938年3月26日[19]
- 岩橋透 少佐：1938年3月26日[19] - 1938年11月10日[20]
- 小比賀勝 大尉：1938年11月10日[20] - 1938年12月15日[21]
- （兼）高須賀修 少佐：1938年12月15日[21] - 1939年1月20日[22]
- 上井宏 少佐：1939年1月20日[22] - 1939年4月1日[23]
- （兼）高須賀修 少佐：1939年4月1日[23] - 1939年6月1日[24]
- 江原晃 少佐：1939年6月1日[24] - 1939年11月1日[25]